# المضلعة (عمران)
المضلعه هي إحدى قرى الجمهورية اليمنية. تتبع جغرافيا لمحافظة عمران وإداريًا لمديرية جبل عيال يزيد. يبلغ تعداد سكانها 3563 نسمة حسب الإحصاء الذي أجري عام 2004.